# Nikolai Astrup
Nikolai Astrup (* 30. August 1880 in Bremanger, Norwegen; † 21. Januar 1928 in Førde) war ein norwegischer Maler und Grafiker. Er gehört zu den größten norwegischen Künstlern des frühen 20. Jahrhunderts.

## Leben
Astrup wurde in Bremanger geboren, wuchs aber in Ålhus in Jølster auf, wo sein Vater, Christian Astrup, 1883 als Pfarrer eingesetzt wurde. Die Kindheitslandschaft bestehend aus Fjord und Feldern wurde auch zum Motiv seiner späteren Werke. Sein Vater wollte, dass Nikolai als ältester Sohn ebenfalls Priester werden sollte und schickte ihn deshalb nach Trondheim zur Großmutter, wo er die Domschule besuchte. Der Sohn interessierte sich aber mehr für das Zeichnen und Malen. In Trondheim besuchte er die verschiedenen Galerien und lernte das Werk von Christian Skredsvig, Eilif Peterssen, Lars Jorde, Otto Hennig, Knud Baade und Erik Bodom sowie von Erik Werenskiold, Theodor Kittelsen und Gerhard Munthe kennen. Nachdem er die Schule abgeschlossen hatte, nahm er ab 1899 in Oslo bei Harriet Backer Zeichenunterricht. Dank eines Stipendiums des Mäzenen und Kunstsammlers Olaf Schou, das ihm durch Kitty Kielland vermittelt wurde, konnte Astrup ab dem Herbst 1901 die Académie Colarossi besuchen. Hier wurde Christian Krohg sein Lehrer. Als er nach Norwegen zurückkehrte, entschied er sich für Jølster, dort heiratete er Engel Sunde Astrup, eine Bauerntochter, und wurde Vater von acht Kindern. Sein künstlerischer Durchbruch geschah 1905 mit Hilfe des Blomqvist Kunsthandels in Oslo. Astrup starb 1928, 47 Jahre alt, an einer Lungenentzündung in Førde.
In der Malerei liebte Astrup klare starke Farben und malte am häufigsten die Natur besonders in der Umgebung von Jølster. Astrup wird als neuromantischer Maler angesehen. Er ist auch bekannt für seine Holzschnitte.
Mehrere Bilder Astrups wurden für über vier Millionen norwegische Kronen auf Auktionen verkauft.

## Ausstellungen
2016 gab es zu Astrup eine internationale Ausstellungstournee in unter anderem der Dulwich Picture Gallery und der Kunsthalle Emden.

## Ölgemälde

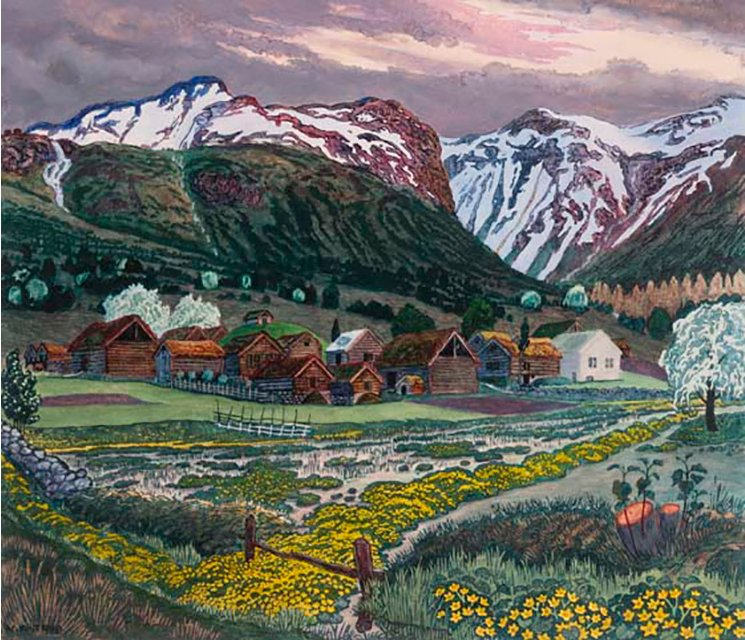
Soleienatt
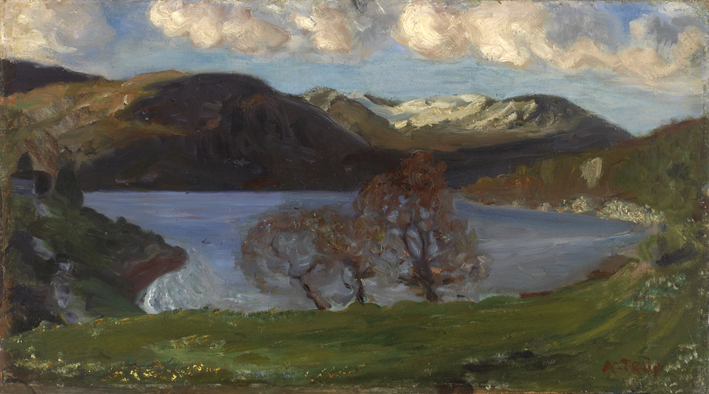
Vårkveld ved Jølstervannet 1900